# DHL Aviation

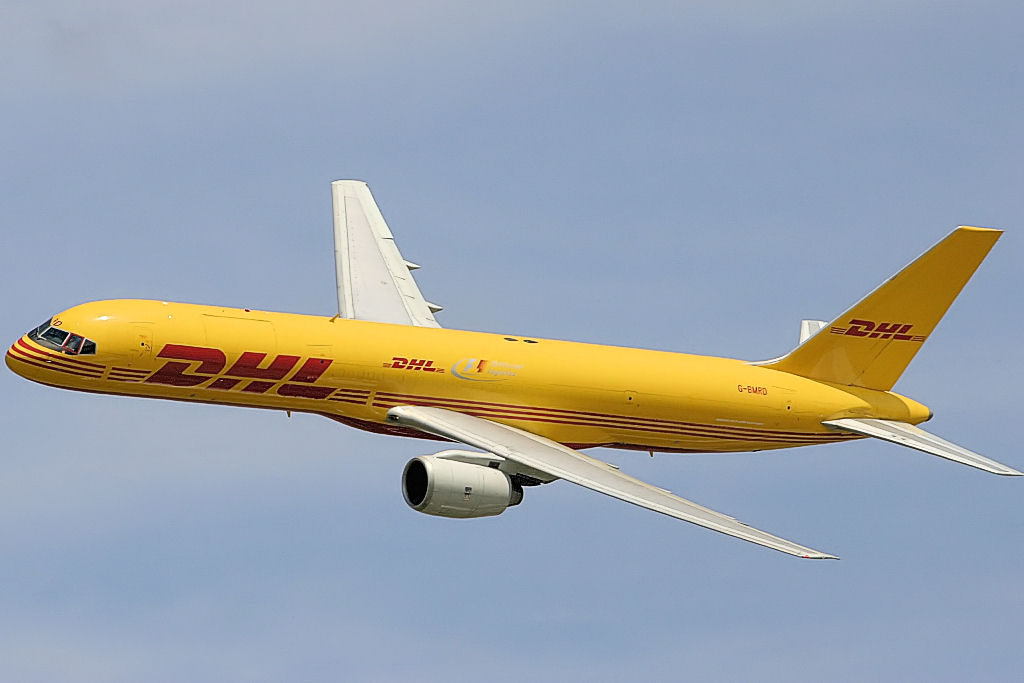
Boeing 757 utilizado pela empresa.

DHL Aviation é uma empresa da Inglaterra que fora fundada em 1969. A empresa está localizada em Derby, na Inglaterra.